# ألمى دولينس
تيريسيتا باسيني (بالإيطالية: Teresita Pasini) (قبل الزواج كانت تدعى بونفاتي) من 1869 حتى 1948، والمعروفة باسمها المستعار ألمى دولينس، داعية سلام إيطالية بارزة، ومنادية بحقوق المرأة في الاقتراع، وصحفية.
يُعتبر «ألمى دولينس» مزيجًا من «ألمى» والتي تعني في اللاتينية الروح أو القلب، و«دولين» التي تعني المؤلم أو الحزين، وبذلك يمكن ترجمة الاسم على أنه القلب الحزين، أو القلب الثقيل، ويُعتقد أنه كان يشير إلى مشاعرها بشأن العسكرية والحرب.

## الحياة الشخصية
ولدت ألمى في عائلة أمبريان الثريّة في عام 1876، وكانت عائلتها معروفة في وقوفها بجانب حركة التوحيد الإيطالية، فقد دعموا غيسيبي غاربيدالي، تزوجت ألمى من محامٍ من ميلانو، وكان داعمًا لعملها.

## عملها
كانت ألمى دولينس رئيسة لجنة لومباردي لحقوق المرأة في الاقتراع وحقوق العمال، وتحدّثت في مؤتمرات السلام الوطنية في عامَي 1909 و 1910، وقد عزّزت دورها في حركة السلام الإيطالية التي كان يهيمن عليها الرجال.
آمنت بدور المرأة الهام في التقدم الاجتماعي، وأن قلّة عدد النساء ضمن حركة السلام الإيطالية وفي السياسة ككل أمر سيئ، وكانت تؤمن بقوة بأهمية وجود روابط بين حركة السلام الإيطالية ونقابات العمال، وأسّست الجمعية النسوية للسلام، وسافرت في جميع أنحاء وسط إيطاليا لإنشاء لجان محلية فيها.
عملت مع اتحاد عمال المعادن لتأسيس جمعية العمال للتحكيم ونزع السلاح في ميلانو، والتي كانت تضم حوالي 700 عضو في أوائل عام 1910.
حلّت الحرب الإيطالية-التركية عام 1911 حركة السلام، مُقسّمةً إياها بين داعمين وغير داعمين للحرب، وتندرج دولينس مع الفئة الأخيرة، فقد قامت بحملة علنية ضد الحرب، وناشدت مجموعات في الولايات المتحدة وسويسرا للحصول على الدعم المالي كي يستطيع داعمو السلام إجراء إصلاحات، واستمرت في العمل طوال عامي 1911 و1912، لكن حركة السلام الإيطالية انهارت تمامًا في النهاية، وحُظرت ألمى دولينس من التحدث علنًا في إيطاليا لهذين العامَين،من ثُمّ حوّلت انتباهها إلى مكان آخر لتكتب عن ظروف المعيشة للطبقة الدنيا في المدن الإيطالية.
التقت ألمى دولينس بروزيكا شويمر وأصبحتا صديقتين في مؤتمر السلام في بودابيست عام 1913، وكانت روزيكا داعية للسلام ولحقوق المرأة في الاقتراع، وعادت أيضًا لإلقاء خطاباتها في الحفلات في عام 1913، وكانت تعمل أحيانًا بجانب مارغريتا سارفاتي.
انضمت ألمى دولينس في عام 1914 إلى اجتماعات عُقدت حول الحرب الوشيكة في أوروبا، نُظّمت هذه الاجتماعات من قبل المكتب الدولي للسلام، ومدينة لاهاي، كانت هي وروزاليا غويس آدمي مندوبي دعاة السلام الإيطاليين في مؤتمر 31 يوليو في بروكسل، وهو المؤتمر الذي كان بمثابة المحاولة الأخيرة لتجنب الحرب، وخلال الحرب قامت بأعمال إغاثة للعائلات التي هُجّرت من منازلها في النمسا والمجر، وبعد نهاية الحرب الإيطالية-التركية سافرت إلى بلجيكا لإلقاء محاضرة.
زاد ما خلّفته الحرب من دمار من إيمانها بأهمية السلام، وقد قالت في إحدى محاضراتها: «العدو ليس على الحدود، إنه في كل مكان حولنا؛ إنه الفقر، والسل، والبطالة، ويكون علاج هذه الأمراض بالتخلص من الأسلحة المكلفة». وأصرّت على أهمية خضوع البلدان بموجب القانون للتحكيم خلال الحرب.
عاشت بعد الحرب في منزل صديقها الاشتراكي جيلبيرتو جيليلي وزوجته ميرث ريبامونتي، وتوفيت عام 1948.